# Aeroflot-Flug 4225
Am 8. Juli 1980 stürzte eine Tupolew Tu-154 auf dem innersowjetischen Linienflug Aeroflot-Flug 4225 kurz nach dem Start vom Flughafen Alma-Ata ab. Es gab unter den 166 Insassen keine Überlebenden. Es ist bisher (Juni 2020) der schwerste Flugzeugabsturz in Kasachstan.

## Flugzeug
Das Flugzeug war eine ein Jahr alte Tu-154-B-2 mit dem Luftfahrzeugkennzeichen СССР-85355, das mit drei Kusnezow NK-8-2-Triebwerken ausgestattet war und 2438 Flugstunden absolviert hatte.

## Verlauf
Das Flugzeug startete vom Flughafen Alma-Ata mit dem Ziel Flughafen Rostow am Don und gewann innerhalb von zwei Minuten eine Höhe zwischen 120 und 150 m. Dann wurde es jedoch plötzlich langsamer, wurde nach unten gedrückt und es kam schließlich zu einem Strömungsabriss. Das Flugzeug sank mit der Flugzeugnase nach unten und schlug um 00:39 Uhr Ortszeit auf einem Weizenfeld nahe einem Vorort von Alma-Ata auf. Die Tu-154 zerbrach beim Aufprall, fing Feuer, schlitterte über ein Feld und stürzte schließlich in eine Schlucht. Alle 166 Insassen verloren dabei ihr Leben.

## Ursache
Das Flugzeug verlor an Geschwindigkeit, weil es in eine 30 bis 40 °C warme Luftschicht geraten und dort Scherwinden ausgesetzt war. Dann wurde es durch den Downburst nach unten gedrückt; es kam zum Strömungsabriss.

## Ähnliche Fälle
- Delta-Air-Lines-Flug 191
- Pan-Am-Flug 759
- Martinair-Flug 495
- Cubana-Flug 9646
- USAir-Flug 1016
- Lufthansa-Flug 2904